# Maurice Pardé
Maurice Edmond Pardé, né le 4 décembre 1893 à Senlis (Oise) et mort le 14 juin 1973 à Nancy, est un géographe français, spécialiste de potamologie.

## Biographie
Fils de Léon Pardé (1865-1943), inspecteur des Eaux et Forêts, futur directeur de l'école forestière des Barres, et de Jeanne Lebœuf (1869-1943), Maurice Pardé passe son enfance dans le département de l'Oise puis part étudier la géographie à Nancy et à la faculté des lettres de Dijon, dont il sort licencié ès lettres en 1915. Il est successivement professeur de lycée au Puy, à Grenoble, Saint-Rambert, Belfort, et enfin à Bourg-en-Bresse. Sa thèse de doctorat, consacrée au régime hydrologique du Rhône (Grenoble, 1925) est publiée dans la Revue de géographie alpine. Après l'échec de la création d'un Institut d'hydrologie, il est recruté en 1930 comme auxiliaire à l’ENSH de Grenoble, puis nommé en 1932 maître de conférences à la Faculté des Lettres de Grenoble, et enfin professeur titulaire de géographie physique (1935). Fondateur de l'Institut de géographie alpine, il prend sa retraite de l'université en 1966, mais n'en continue pas moins ses travaux d'hydrologie.
Il a été membre correspondant de l'Académie des Sciences (1965), docteur honoris causa de l'Université de Bonn et officier de la Légion d'honneur (1965).

## Famille
Maurice Pardé est le frère de la résistante Marcelle Pardé (1891-1945) et d'Isabelle Pardé (1900-1993), artiste-peintre.
Il a eu cinq enfants dont Jean Pardé (1919-2008) ingénieur des eaux et forêts, enseignant-chercheur, spécialiste de dendrométrie et Émile Pardé (1920-1944), sous-lieutenant de la Santé Navale, résistant mort au maquis de l'Oisans.
Il est le grand-père de Philippe Couillard de Lespinay, Premier ministre du Québec de 2014 à 2018.